# Bauhaus-Galan 2024
Bauhaus-Galan 2024, właśc. BAUHAUS-galan 2024 – 58. edycja międzynarodowego mityngu lekkoatletycznego, który odbył się 2 czerwca 2024 roku na Stadionie Olimpijskim w Sztokholmie. Zawody były siódmą odsłoną znajdującej się w kalendarzu Diamentowej Ligi, cyklu najbardziej prestiżowych mityngów lekkoatletycznych, organizowanych pod egidą World Athletics w sezonie 2024.

## Program mityngu
Źródło: swisstiming.com.
| Godzina | Konkurencja                   |
| ------- | ----------------------------- |
| 17:15   | Bieg na 400 m                 |
| 17:27   | Skok o tyczce                 |
| 17:31   | Bieg na 1500 m                |
| 18:04   | Bieg na 400 m przez płotki    |
| 18:39   | Bieg na 3000 m                |
| 18:55   | Rzut dyskiem                  |
| 19:00   | Bieg na 100 m                 |
| 19:11   | Bieg na 3000 m z przeszkodami |
| 19:52   | Bieg na 800 m                 |

| Godzina | Konkurencja                |
| ------- | -------------------------- |
| 16:35   | Bieg na 400 m              |
| 17:20   | Pchnięcie kulą             |
| 17:25   | Skok wzwyż                 |
| 17:46   | Bieg na 800 m              |
| 18:15   | Bieg na 100 m              |
| 18:23   | Bieg na 1500 m             |
| 18:32   | Trójskok                   |
| 19:32   | Bieg na 400 m przez płotki |
| 20:42   | Bieg na 200 m              |

## Wyniki
| WL – najlepszy wynik na listach światowych w sezonie \| NR – rekord kraju \| PB – rekord życiowy \| SB – najlepszy wynik w sezonie MR – rekord mityngu |

### Mężczyźni
| Konkurencja                   | 1. miejsce         | Rezultat   | 2. miejsce     | Rezultat   | 3. miejsce            | Rezultat   |
| Bieg na 100 m                 | Emmanuel Eseme     | 10,16      | Kyree King     | 10,18      | Chituru Ali           | 10,19      |
| Bieg na 400 m                 | Quincy Hall        | 44,68 SB   | Vernon Norwood | 44,80      | Zakithi Nene          | 45,29      |
| Bieg na 800 m                 | Djamel Sejati      | 1:43,23 WL | Bryce Hoppel   | 1:44,29    | Tshepiso Masalela     | 1:44,44    |
| Bieg na 1500 m                | Robert Farken      | 3:33,53    | Luke McCann    | 3:33,66 PB | Federico Riva         | 3:33,87    |
| Bieg na 3000 m                | Narve Gilje Nordås | 7:33,49 PB | Dominic Lobalu | 7:33,68 SB | Luis Grijalva         | 7:33,96 SB |
| Bieg na 400 m przez płotki    | Alison dos Santos  | 47,01      | Kyron McCaster | 48,05 SB   | CJ Allen              | 48,12 SB   |
| Bieg na 3000 m z przeszkodami | Lamecha Girma      | 8:01,63 WL | Samuel Firewu  | 8:05,78 PB | Mohamed Amin Jhinaoui | 8:10,41 NR |
| Skok o tyczce                 | Armand Duplantis   | 6,00       | Sam Kendricks  | 5,90       | KC Lightfoot          | 5,80       |
| Rzut dyskiem                  | Mykolas Alekna     | 68,64      | Matt Denny     | 66,75      | Daniel Ståhl          | 66,10      |

### Kobiety
| Konkurencja                | 1. miejsce          | Rezultat | 2. miejsce              | Rezultat   | 3. miejsce         | Rezultat   |
| Bieg na 100 m              | Gina Bass           | 11,15    | Marie Josée Ta Lou      | 11,16      | Brittany Brown     | 11,18 SB   |
| Bieg na 200 m              | Shericka Jackson    | 22,69 SB | Julia Henriksson        | 22,89 PB   | Amy Hunt           | 22,92      |
| Bieg na 400 m              | Alexis Holmes       | 51,18    | Zenéy Geldenhuys        | 52,12      | Sophie Decker      | 52,17      |
| Bieg na 800 m              | Jemma Reekie        | 1:57,79  | Vivian Chebet Kiprotich | 1:58,64    | Eveliina Määttänen | 1:59,59 PB |
| Bieg na 1500 m             | Laura Muir          | 3:57,99  | Edinah Jebitok          | 3:58,88 PB | Georgia Griffith   | 3:59,17    |
| Bieg na 400 m przez płotki | Femke Bol           | 53,07 EL | Rushell Clayton         | 53,78      | Andrenette Knight  | 54,62 SB   |
| Skok wzwyż                 | Jarosława Mahuczich | 2,00     | Imke Onnen              | 1,94 =SB   | Iryna Heraszczenko | 1,94       |
| Trójskok                   | Leyanis Pérez       | 14,67    | Shanieka Ricketts       | 14,40      | Thea LaFond        | 14,26      |
| Pchnięcie kulą             | Chase Jackson       | 20,00    | Sarah Mitton            | 19,98      | Jessica Schilder   | 19,08      |

## Rekordy
Podczas mityngu ustanowiono 4 krajowe rekordy w kategorii seniorów:
| Zawodnik               | Reprezentacja     | Konkurencja                   | Rezultat |
| ---------------------- | ----------------- | ----------------------------- | -------- |
| Andreas Almgren        | Szwecja           | bieg na 3000 m                | 7:34,28  |
| Mohamed Ismail Ibrahim | Dżibuti           | bieg na 3000 m                | 7:36,29  |
| Adriaan Wildschutt     | Południowa Afryka | bieg na 3000 m                | 7:36,77  |
| Mohamed Amin Jhinaoui  | Tunezja           | bieg na 3000 m z przeszkodami | 8:10,41  |